# Zgromadzenie Legislacyjne Montserratu
Zgromadzenie Legislacyjne – główny organ władzy ustawodawczej w Montserracie. Ma charakter unikameralny, zasiada w nim 9 deputowanych wybieranych w wyborach powszechnych, a także prokurator generalny i sekretarz finansowy. 

## Historia
Zgromadzenie Legislacyjne zostało utworzone 27 września 2011 rok, wraz z wejściem w życie nowej konstytucji. Wcześniej funkcje parlamentu posiadała Rada Legislacyjna.
W 2014 roku odbyły się pierwsze wybory do Zgromadzenia, frekwencja wyborcza wyniosła wówczas 71,06% (zagłosowało 2747 osób z 3866, którzy zarejestrowali się jako wyborcy), a w wyborach zwyciężył Ruch Ludowo-Demokratyczny, który wprowadził do parlamentu 7 deputowanych. Opozycję utworzyło dwóch członków Zgromadzenia z partii Ruch na rzecz Zmian i Dobrobytu. Pierwsze posiedzenie odbyło się 8 października tego samego roku.
Kolejne wybory odbyły się w 2019 roku. Zwyciężył je Ruch na rzecz Zmian i Dobrobytu wprowadzając do parlamentu 5 deputowanych, 3 deputowanych kandydowało z ramienia Ruchu Ludowo-Demokratycznego, a jeden deputowany pozostał niezależny.
Następne wybory do Zgromadzenia Legislacyjnego są zaplanowane na 24 października.